# Baqtijar Sainutdinow
Baqtijar Batyrschanuly Sainutdinow (kasachisch Бақтияр Батыржанұлы Зайнутдинов Baqtiiar Batyrjanūly Zainutdinov, russisch Бахтиер Батыржанович Зайнутдинов Bachtijer Batyrschanowitsch Sainutdinow; * 2. April 1998 in Taras, Kasachstan) ist ein kasachischer Fußballspieler, der seit August 2023 beim türkischen Verein Beşiktaş Istanbul unter Vertrag steht.

## Karriere

### Verein
Baqtijar Sainutdinow begann das Fußballspielen beim FK Taras in seiner Heimatstadt. Hier durchlief er zuerst die Jugendmannschaften, bevor er ab Juli 2014 im Kader der zweiten Mannschaft stand. Im Oktober 2015 stand er zum ersten Mal als Auswechselspieler im Kader der Profimannschaft von Taras. In der Saison 2017 rückte er in den Kader der A-Mannschaft auf. Sein erstes Profispiel absolvierte Sainutdinow am 8. März 2017 beim 0:0-Unentschieden gegen Schachtjor Qaraghandy. Sein erstes Tor erzielte er am 29. April in der Begegnung mit dem FK Atyrau (1:2) in der 72. Minute. Mit 27 Einsätzen, in denen er insgesamt sieben Tore erzielen konnte, gehörte er in dieser Spielzeit zum Stammkader des Vereins. Mit nur 26 Punkten schloss Taras die Saison auf dem vorletzten Tabellenplatz ab und musste somit in die Erste Liga absteigen.
Nach dem Abstieg seines Vereins wechselte Sainutdinow zur Saison 2018 zum Hauptstadtklub FK Astana, wo er einen Drei-Jahres-Vertrag unterschrieb. Sein Debüt für den Klub gab er beim 3:0-Heimsieg gegen Aqschajyq Oral am 11. März 2018, dem ersten Spieltag der Saison. Am vierten Spieltag erzielte er in der Begegnung mit Ertis Pawlodar in der 39. Minute sein erstes Tor für Astana. Die Mannschaft gewann das Spiel mit 1:6, wobei Sainutdinow in diesem Spiel insgesamt drei Tore schoss. Mit dem FK Astana spielte er auch zum ersten Mal in einem internationalen Vereinswettbewerb. Im Qualifikationsspiel der UEFA Champions League am 11. Juli 2018 gegen den  FK Sutjeska Nikšić wurde er in der 90.+2'. Minute für Serikschan Muschikow eingewechselt. Nachdem Astana in der dritten Qualifikationsrunde an Dinamo Zagreb gescheitert war, stieg man in die Europa League ein. Hier kam er in den Spielen der Gruppenphase zum Einsatz, wo er am 4. Oktober 2018 eines der beiden Tore zum 2:0-Heimsieg über Stade Rennes erzielte.
Im Januar 2019 kündigte Sainutdinow seinen Vertrag bei Astana vorzeitig und wechselte für eine Ablöse von 115.000 Dollar zum russischen Erstligisten FK Rostow.
Am 25. August 2020 unterschrieb Sainutdinow einen Vertrag beim russischen Liga-Konkurrenten PFK ZSKA Moskau. Er wurde dabei mit einem Fünf-Jahres-Vertrag bis zum Ende der Saison 2024/25 ausgestattet; ZSKA Moskau zahlte für Sainutdinow eine Ablöse von zwei Millionen Euro. Noch vor Vertragsende wechselte er in die türkische Liga, da er im August 2023 zu Beşiktaş Istanbul ging.

### Nationalmannschaft
Sainutdinow durchlief alle Nationalmannschaften des kasachischen Verbandes. Es absolvierte drei Spiele für die U-17-Junioren, drei Spiele für die U-19-Auswahl und vier Spiele  für die U-21-Nationalmannschaft in der Qualifikation für die U-21-Fußball-Europameisterschaft 2019. Am 10. Oktober 2017 erzielte er seinen einzigen Treffer im Spiel gegen die bulgarische U-21-Auswahl.
Unter dem neuen Trainer der Nationalmannschaft Stanimir Stoilow wurde Sainutdinow im März 2018 erstmals in den Kader der A-Nationalmannschaft berufen. Am 23. März gab er sein Debüt im kasachischen Nationaltrikot im Freundschaftsspiel gegen Ungarn, in dem er auch zugleich sein erstes Tor für die Nationalmannschaft erzielte. In den Spielen der UEFA Nations League 2018/19 gehörte er zum kasachischen Aufgebot.

## Erfolge
FK Astana
- Kasachischer Meister: 2018
- Kasachischer Supercupsieger: 2018